# Little Red Flowers
Little Red Flowers (Originaltitel: chinesisch 看上去很美, Pinyin Kàn shàng qù hěn měi) ist ein chinesisch-italienischer Spielfilm aus dem Jahr 2006. Regie führte Zhang Yuan, ein Vertreter der sogenannten sechsten Generation chinesischer Filmregisseure. Die Inszenierung basiert auf dem gleichnamigen Roman von Wang Shuo.

## Handlung
Das kommunistische China Ende der 1940er-Jahre. Der fast vierjährige Fang Qiangqiang wird von seinem Vater einem Ganztagskindergarten in Peking übergeben, da die Eltern aus beruflichen Gründen häufig nicht zu Hause sind. In der staatlichen Einrichtung werden die Kleinen von zwei geduldigen Lehrerinnen, Frau Li und Frau Tang, und ihren Assistentinnen umsorgt. Die Erzieherinnen drillen die Anwesenden zu gehorsamen Mitgliedern einer Gesellschaft, die sich an Leistung zu orientierten hat. Die Sprösslinge sollen dabei in spielerischer Form das organisierte Gemeinschaftsleben kennenlernen. Für gemeisterte Aufgaben oder gutes Betragen werden ihnen als Anreiz kleine, rote Papierblumen verliehen. Individualist Qiang fällt es sichtlich schwer sich in das Kollektivsystem einzugliedern. Er bemüht sich zwar den Weisungen Folge zu leisten, scheitert aber immer wieder kläglich, obgleich sich der eigenwillige Knabe auch nach einer Belobigung, also einer roten Blume, sehnt. Diese wird ihm aber verweigert, da er sich weder selbständig an- und ausziehen, noch an Regeln halten kann.
Bis auf die beiden Schwestern Beiyan und Nanyan meiden die anderen Kindergartenkinder die Gesellschaft des Neuankömmlings. Eines Tages verbreitet Qiang das Gerücht, dass ihre Klassenlehrerin Li in Wirklichkeit ein getarntes Kinder fressendes Monster sei. In Windeseile gelingt es ihm die Anderen mit seiner Phantasiegestalt zu überzeugen. Zur nächtlichen Stunde stachelt Qiang seine Gefährten sogar auf das „Ungeheuer“ zu fesseln. Doch der Versuch schlägt fehl. Nach und nach entwickelt der selbstbewusste Vierjährige eine ungeahnte Stärke, mit der er die anderen Kinder brutal unterdrückt. Die Verantwortlichen sind überfordert, da der Junge undisziplinierbar erscheint. In der Hoffnung den Willen des Unruhestifter zu brechen, ihn letztlich doch dem Kollektiv zuzuführen, isolieren sie Qiang von der Gemeinschaft. Der Ausgestoßene führt daraufhin ein kaum beachtetes Dasein fernab der Gruppe und entfremdet sich so gänzlich. Am Ende des Films bricht Qiang völlig mit dem herrschenden System und der Gemeinschaft, zugunsten einer selbstgewählten Individualität. Er avanciert zu einem zufriedenen Einzelgänger.

## Auszeichnungen
Internationale Filmfestspiele Berlin 2006
- Preis der C.I.C.A.E.

Sundance Film Festival 2006
- Nominierung in der Kategorie Jurypreis für Regisseur Zhang Yuan